# بقيات جوهرية
بقيات جوهرية أو بقيات درعية معدنية أو فصيلة سكيوتيليريدي (الاسم العلمي: Scutelleridae)، فصيلة حشرات بقية من نصفيات الأجنحة.
```
تضم حوالي 450 نوعًا منتشرة في جميع أنحاء 
العالم
.
[
2
]
 بعض أنواعها يمكن ينتج عنها رائحة كريهة عند إزعاجها.
```

## معرض صور

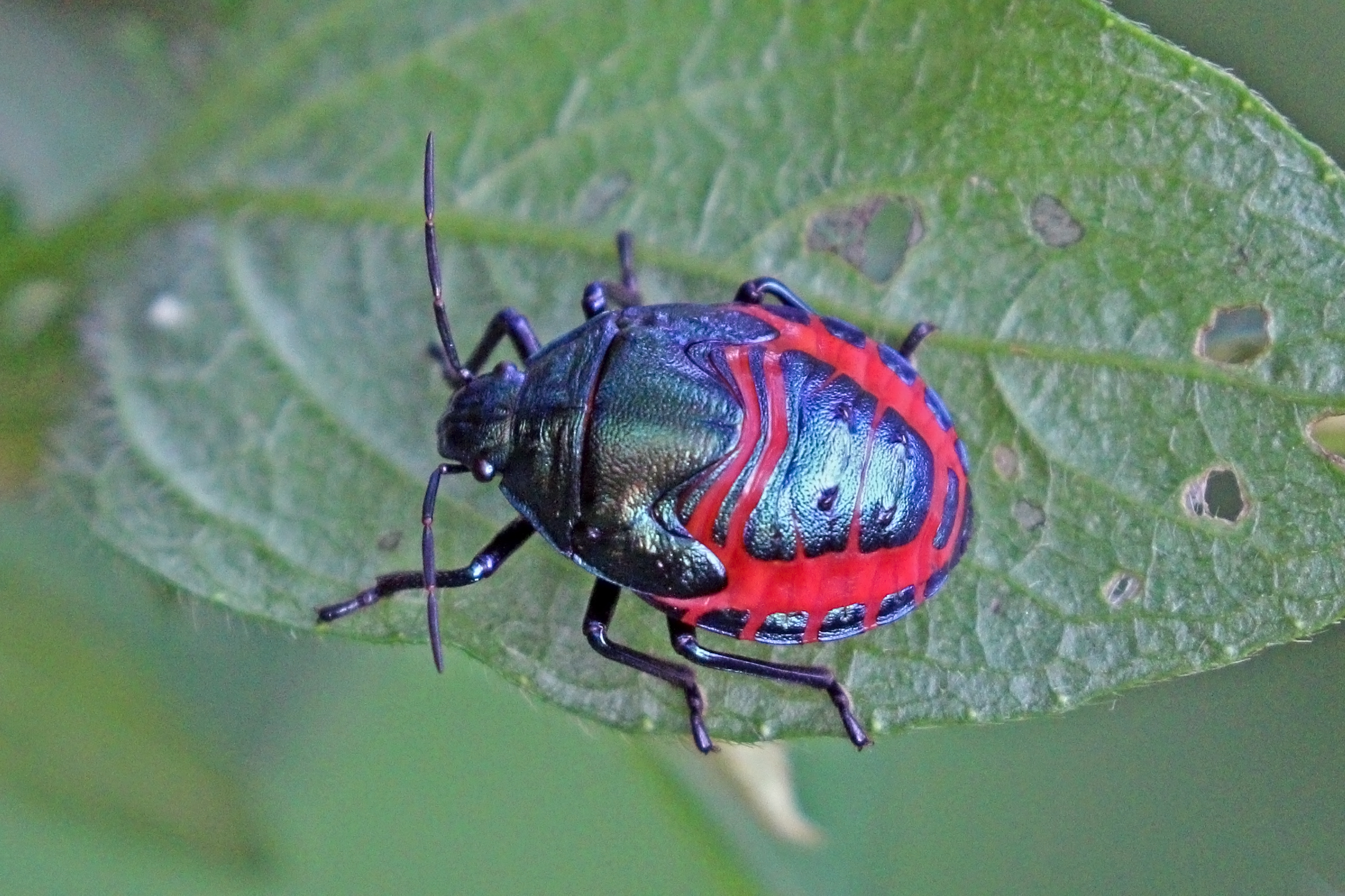
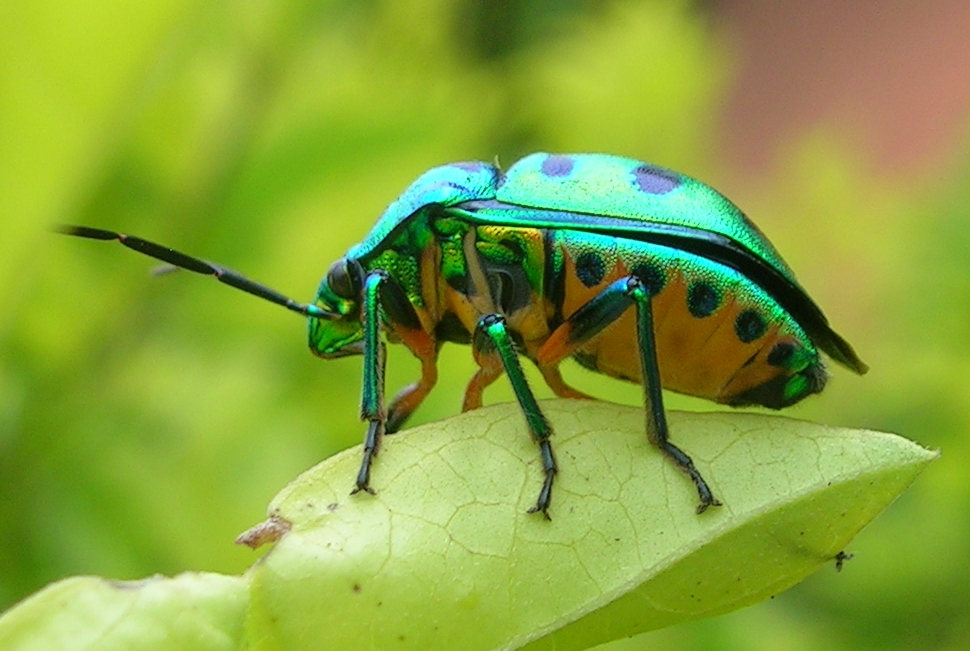
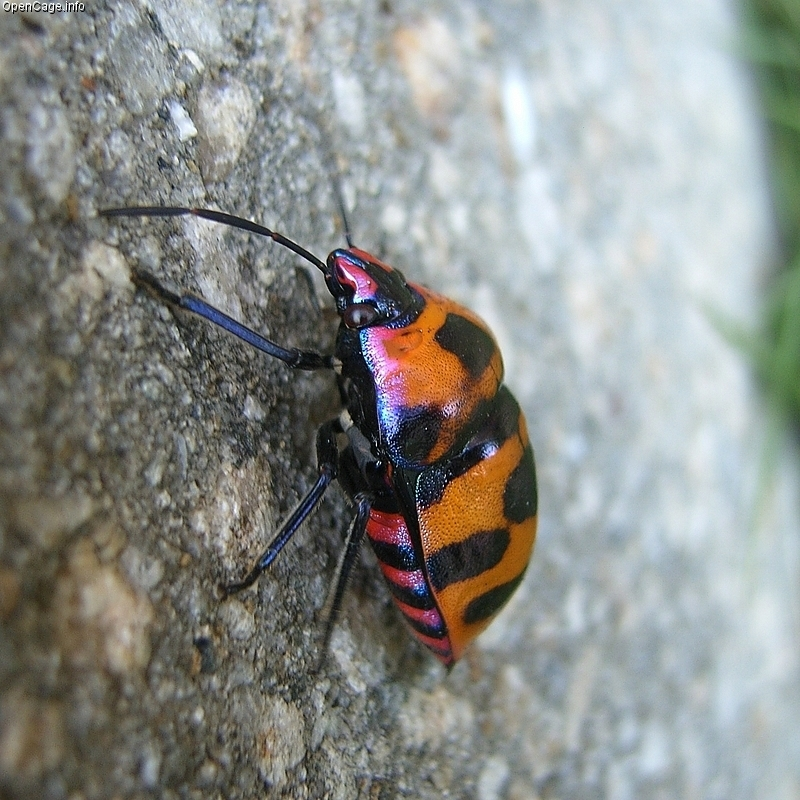